# 羅漢 (烏克蘭)
49°54′14″N 36°29′11″E / 49.90389°N 36.48639°E

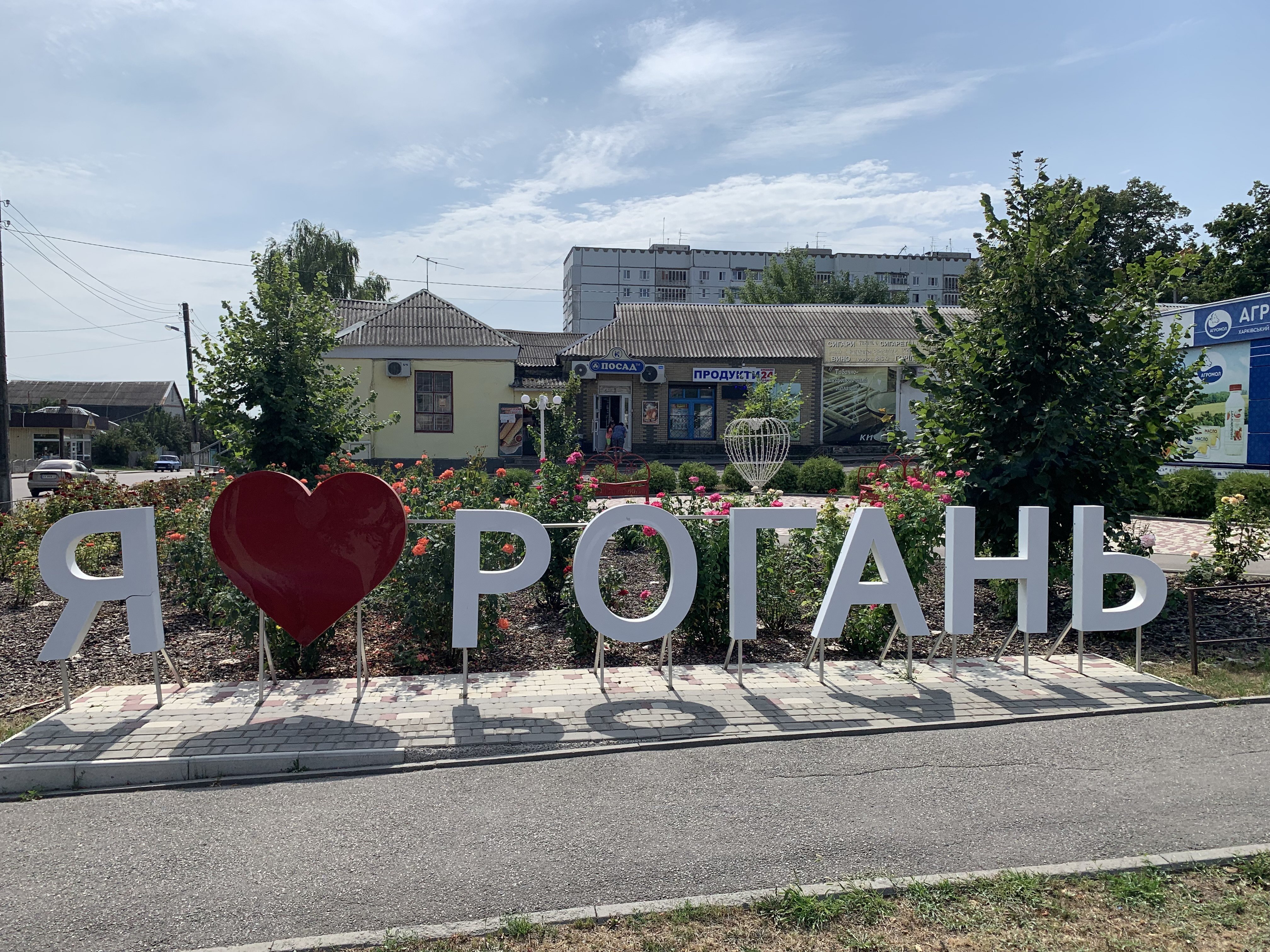
镇中心

羅漢（羅馬化：Rohan）是位於烏克蘭東部的市級鎮，由哈爾科夫州哈爾科夫區的羅漢市鎮負責管轄。該鎮距離小羅漢2公里，始建於1650年，面積3.26平方公里，海拔高度127米，2011年人口3,830，人口密度每平方公里1,174.85人。